# Vinäs slott

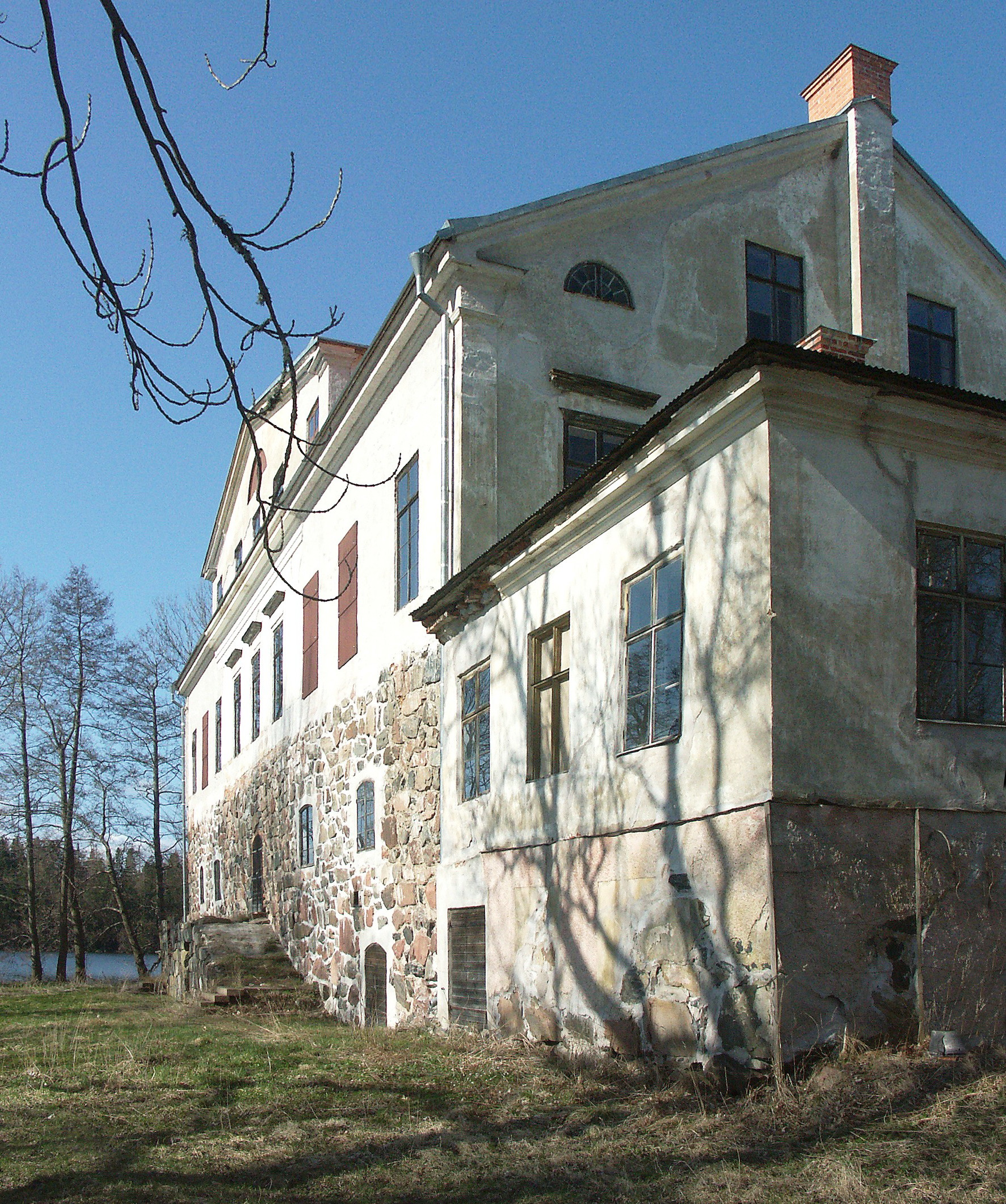
Vinäs slottsruin april 2005.

Vinäs säteri är en herrgård i Västra Eds socken i Västerviks kommun, Kalmar län. Nuvarande corps de logi är byggd på grunden till det tidigare medeltida Vinäs slott.

## Historia

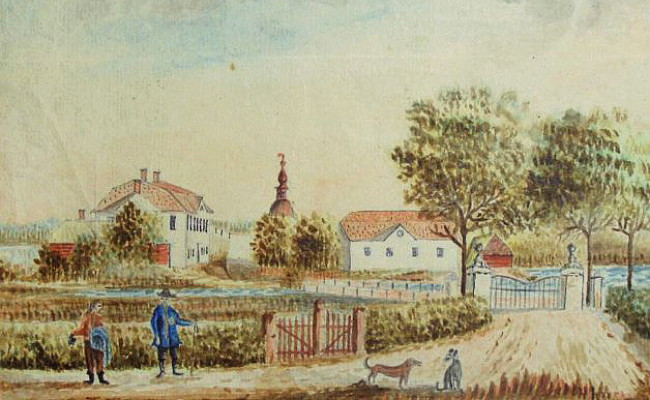
Vinäs slott, illustration från 1806.

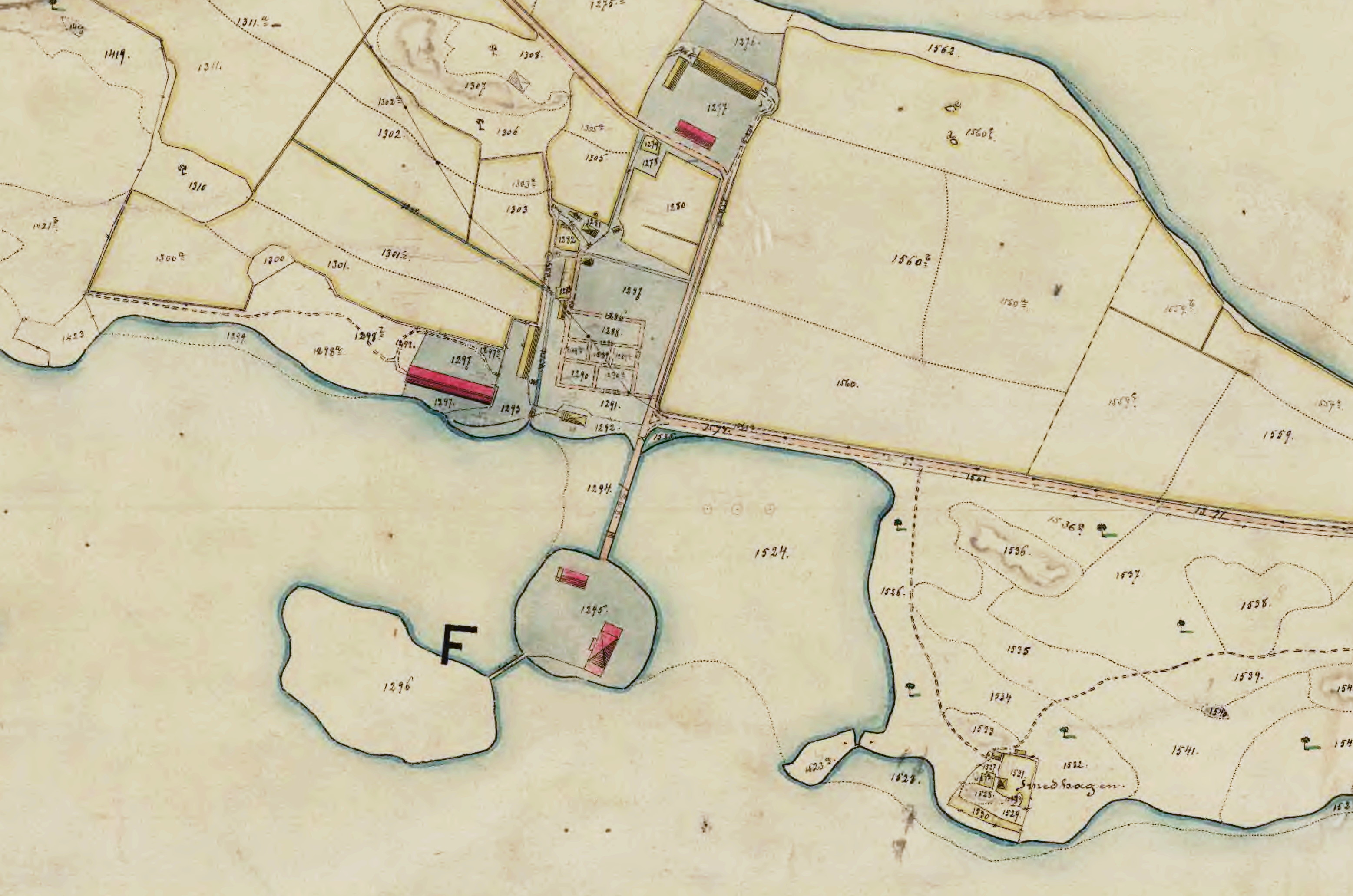
Anläggningen 1912.

Vinäs är beläget på två holmar i Storsjön. Vinäs slott var redan vid mitten av 1300-talet sätesgård för olika frälsemän av Vinäsätten. Bo Jonsson (Grip) skrev sig hit och slottet ärvdes efter hans död av sonen Knut Bosson. Det var troligen han som lät uppföra den byggnad som ingår i den nuvarande huvudbyggnaden. Vinäs gick även fortsättningsvis i arv inom släkten Grip.
När Sidonia Mauritzon Grip 1616 gifte sig med sin kusin Johan Kasimir Lewenhaupt kom Vinäs till släkten Lewenhaupt där det kom att stanna till 1844. Carl Mauritz Lewenhaupt ärvde Vinäs 1651 men dog redan 1666. Hans änka Anna Maria Cruus skötte därefter godset fram till sin död 1716. Sonen general Carl Gustaf Lewenhaupt var gift med Amalia Königsmarck och tidvis vistades även hennes syster Aurora Königsmarck på Vinäs. De skall tillsammans ha stickat och broderad de sex sidentapeter som tidigare fanns på Vinäs men nu förvaras på Östergötlands länsmuseum. Efter att 1729–1735 ha ägts av Carl Gustaf Lewenhaupts bror generalen Mauritz Lewenhaupt ärvdes godset av Charles Emil Lewenhaupt den äldre och efter honom av Charles Emil Lewenhaupt den yngre.
Han lämnade Vinäs till sin sonson Charles Emil (1787–1823). Vid hans död skiftades boet mellan de två döttrarna Caroline och Sophie, och via lottning tillföll Vinäs Caroline, sedermera gift med friherren Casimir Sparre. Paret flyttade in 1830, och 10 av parets totalt 15 barn föddes där. Paret sålde Vinäs till justitiestatsministern Johan Nordenfalk 1844 för 150 000 riksdaler. Därmed gick godset ut familjens händer efter mer än 450 år.

### Tiden efter Nordenfalk
Efter Nordenfalk övergick Vinäs till Anders Baltzar de Maré, ägare av Ankarsrums bruk. Han lät förfalla Vinäs och satsade istället på andra gårdar. År 1898 ärvdes Vinäs av sondottern Ottonie, gift med Karl Gripenstedt. De planerade att rusta upp slottet men sålde egendomen år 1917 till godsägare K.G. Gustavsson. Under 1930-talet bytte gården ägare två gånger. Först tog Ernst Milton över Vinäs och år 1935 såldes det till Seth Carlsson. För närvarande (2021) ägs Vinäs av Martin Malminger.

### Anläggningen idag

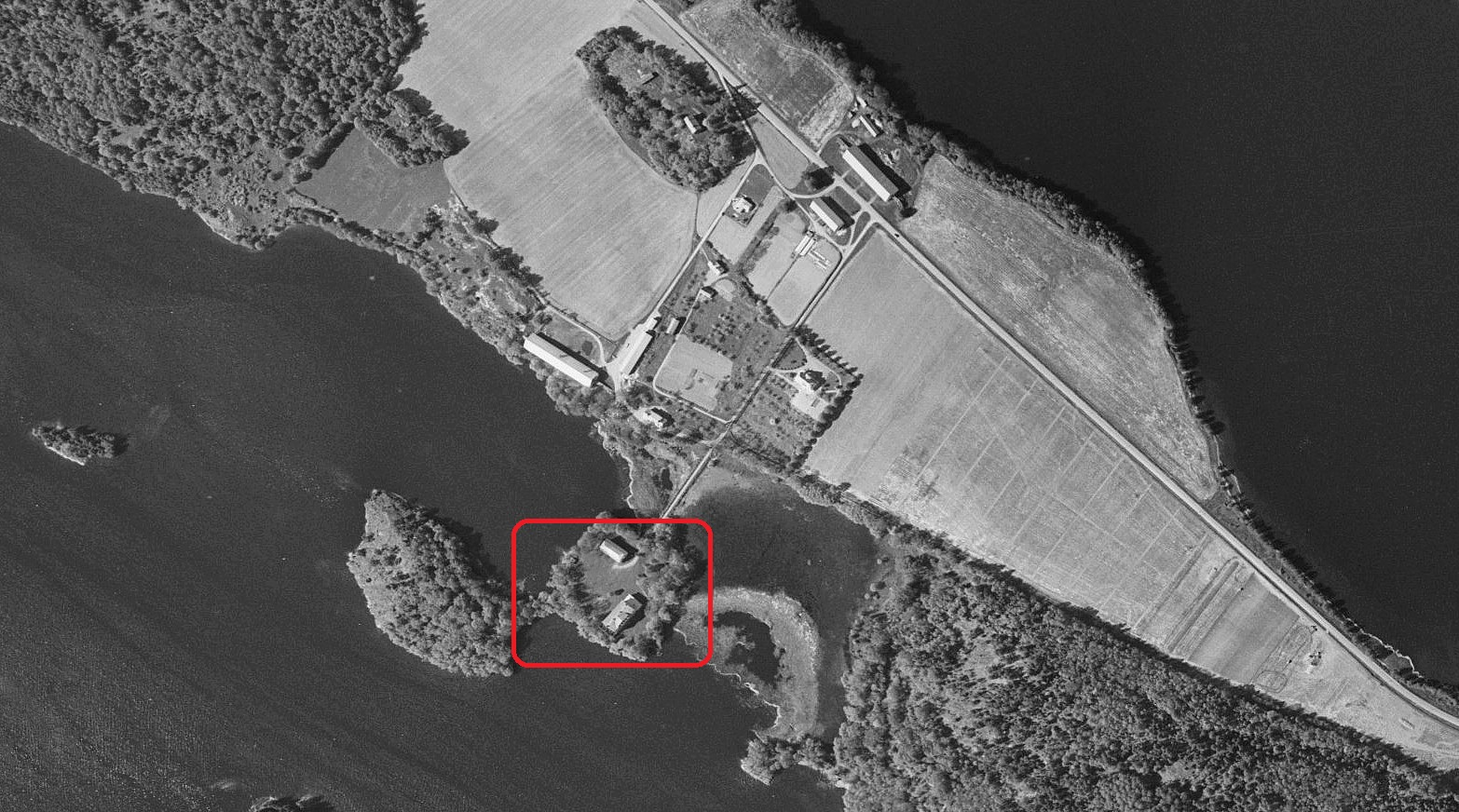
Vinäs slott (i röd ram) 1960.

I huvudbyggnaden ingår delar av den medeltida bebyggelsen. Det medeltida stenhuset förefaller ha varit 32 meter långt och 16 meter brett. Troligen hade den medeltida byggnaden tre våningar. Under 1800-talet byggdes nuvarande tredje och fjärde våningarna och fasaderna kläddes med tegel. Flygelbyggnaden och några äldre ekonomibyggnader är bevarade.
På den yttre, större holmens topp finns rester av en byggnad omkring 25x17 meter stor, det är osäkert om dessa kommer från en ännu äldre byggnad.
Huvudbyggnadens senaste ombyggnad skedde i början av 1900-talet. Därefter har huset stått och förfallit men stora insatser för att bevara de omfattande ruinerna efter Vinäs slott har gjorts under senare år. 1996 satsade Länsstyrelsen i Kalmar län sex miljoner kronor för konserveringen av byggnaden med bland annat nytt tak och en del nya fönster. Samtidigt stängdes byggnaden för allmänheten. Länsstyrelsen har huvudansvaret och bidrar bland annat med skötseln av marken runt omkring.
På Vinäs finns idag ett stort antal bostäder och ekonomibyggnader som väl representerar olika tidsperioder. Slottsbyggnaden är inte skyddad som byggnadsminne eller som fornminne men ingår i riksintresset för kulturmiljövården i Västerviks kommun. Vinäs säteri brukas i dag som skogs- och spannmålsgård samt för turism.

### Bilder

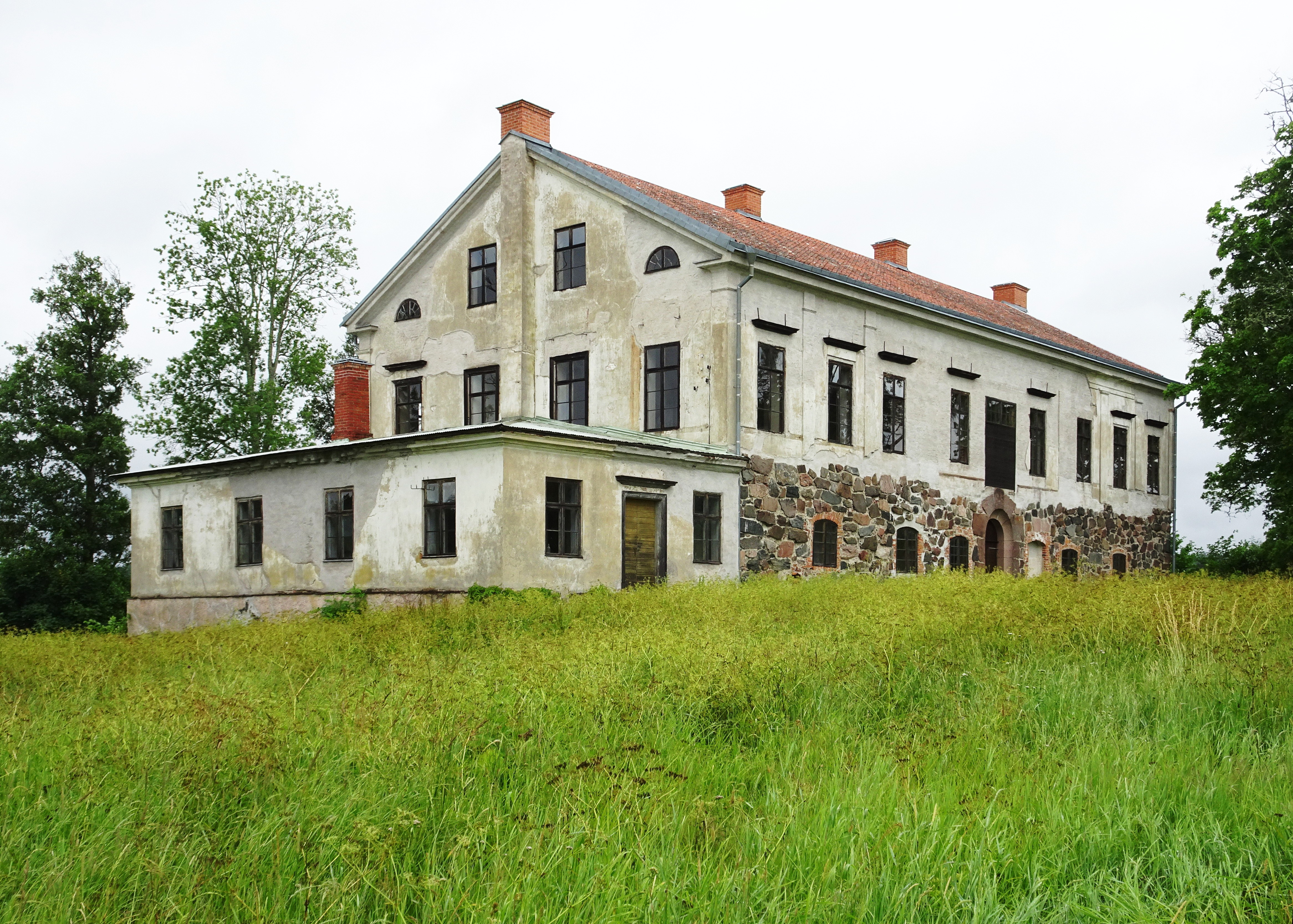
Huvudbyggnaden sedd från norr.
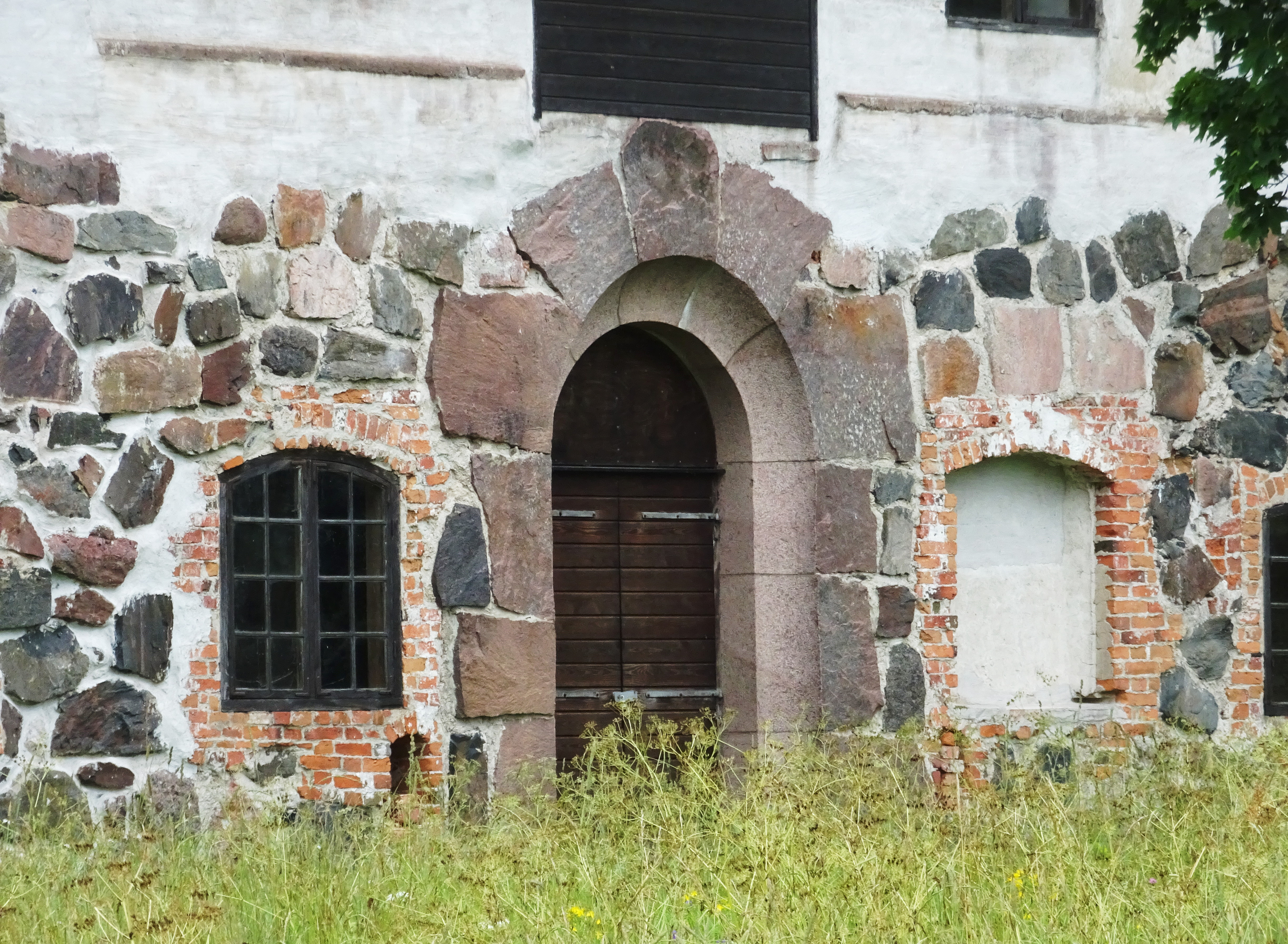
Huvudportalen i den medeltida bottenvåningen.
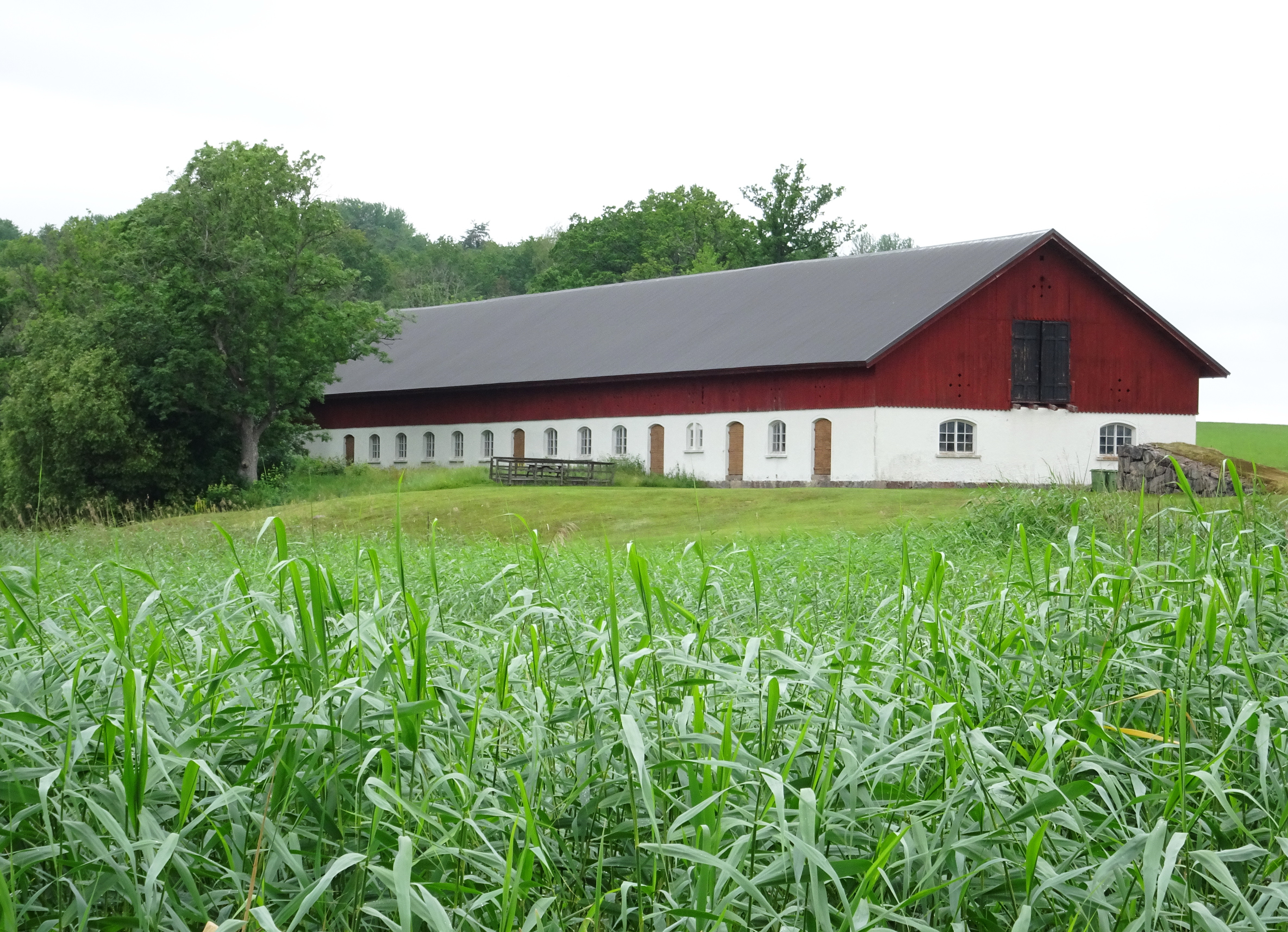
Ekonomibyggnad vid sjön.
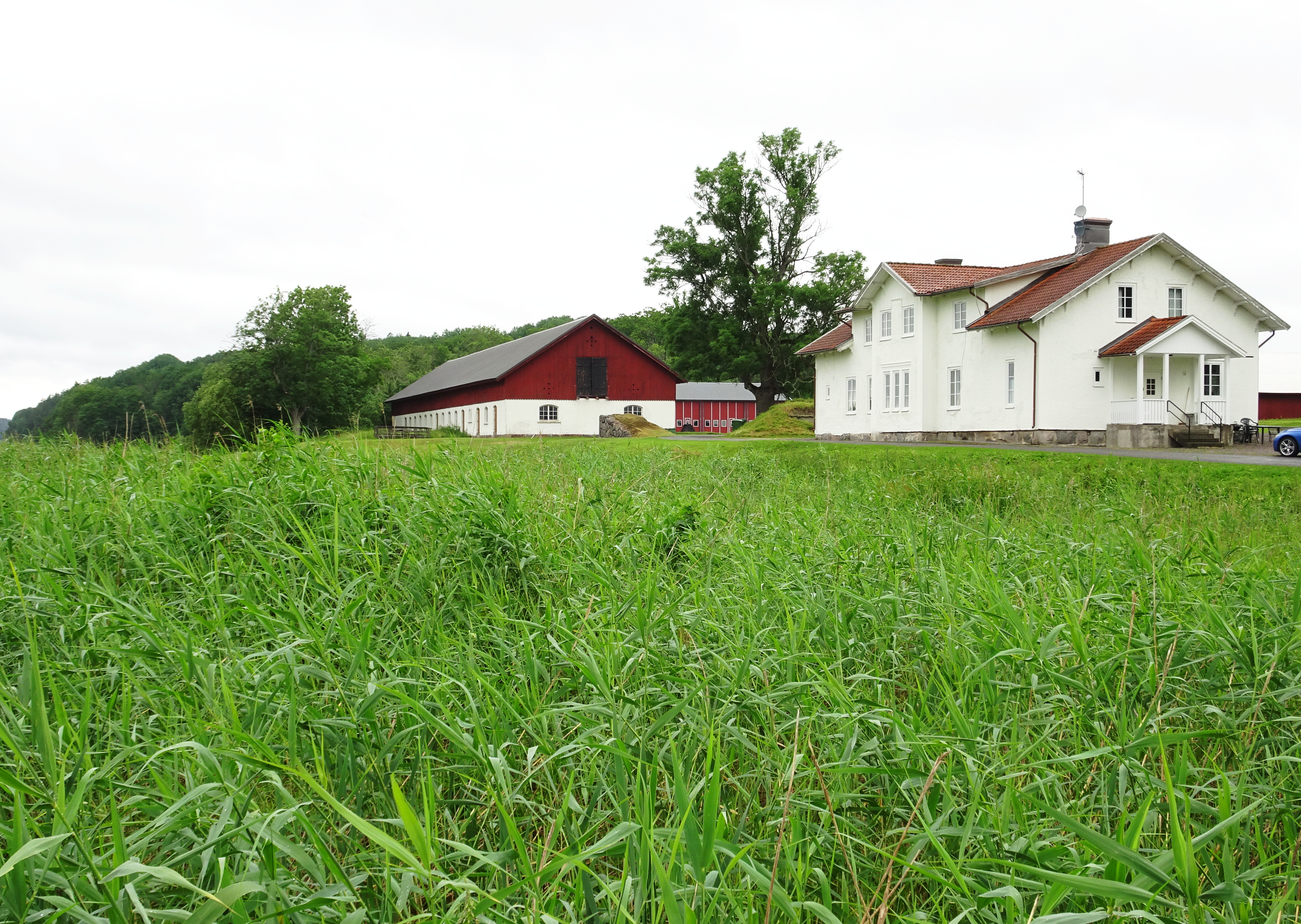
Ekonomibyggnad och bostadshus.
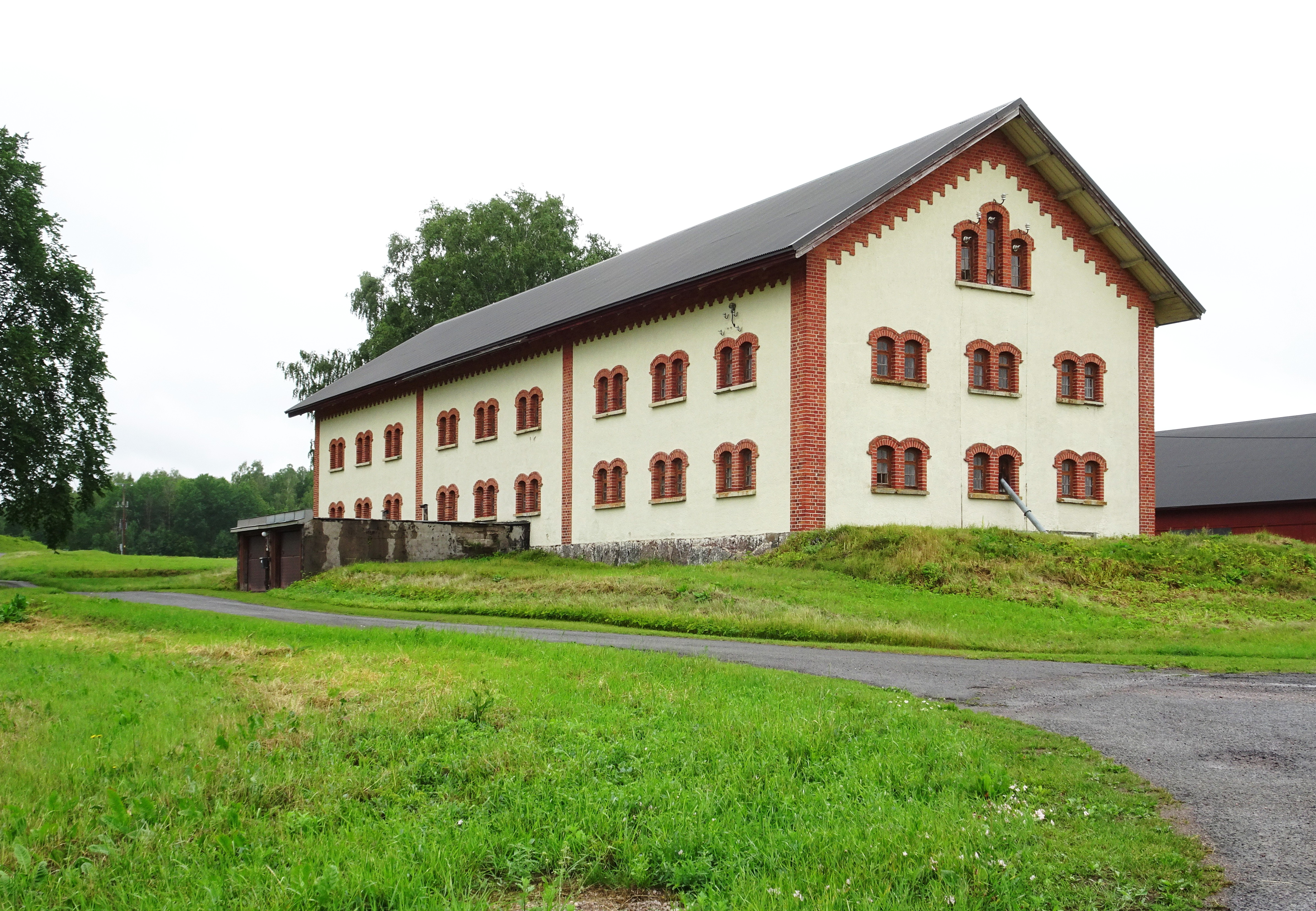
Ekonomibyggnad vid landsvägen.